# Creighton Bluejays

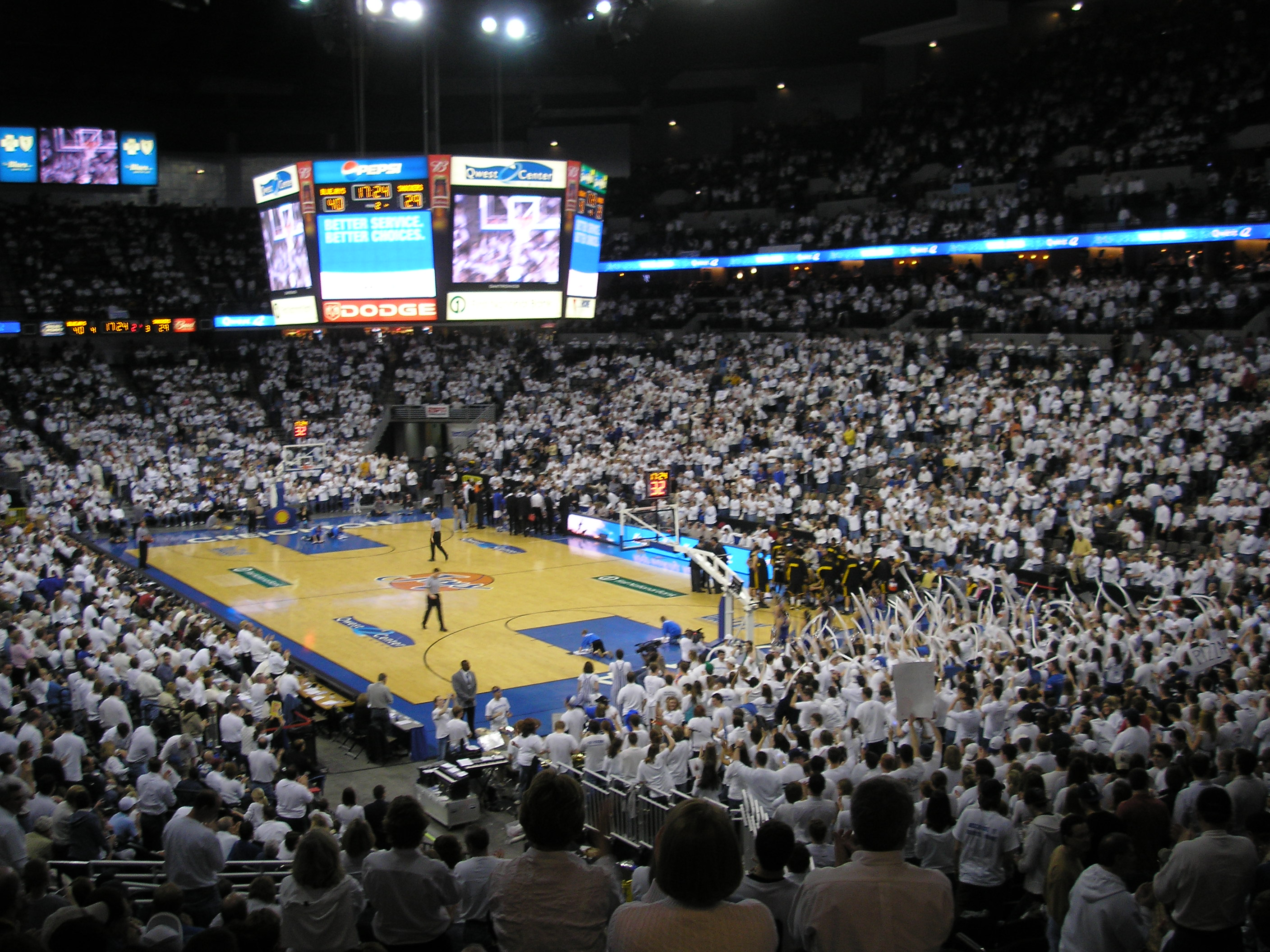
Partido de baloncesto contra Wichita St. en el CenturyLink Center Omaha

Creighton Bluejays (español: Arrendajos Azules de Creighton) es la denominación que reciben los equipos deportivos de la Universidad Creighton, situada en Omaha, Nebraska. Los equipos de los Bluejays participan en las competiciones universitarias organizadas por la NCAA, y forman parte de la Big East Conference, excepto el equipo de remo, que pertenece a la West Coast Conference.

## Equipos
Los Bluejays tienen 14 equipos oficiales, 6 masculinos y 8 femeninos:
| - Masculino - Baloncesto - Cross - Fútbol - Tenis - Golf - Béisbol | - Femenino - Baloncesto - Cross - Fútbol - Tenis - Golf - Sófbol - Remo - Voleibol |

## Fútbol
El equipo masculino de fútbol se ha clasificado para el torneo final del campeonato nacional de la NCAA durante los últimos 15 años, con 3 apariciones en la College Cup, el equivalente a la Final Four de baloncesto, y en una ocasión llegó a la final, en el año 2000. Es el único equipo de fútbol masculino del país que ha incluido al menos un jugador en el draft de la Major League Soccer entre 1996 y 2005.
A lo largo de su historia han ganado en 7 ocasiones la liga regular de su conferencia, y en 10 el torneo. De entre los jugadores que han llegado a profesionales, destacar a Richard Mulrooney, jugador de los Houston Dynamo.

## Baloncesto
El equipo de baloncesto masculino de Creighton compite en la Big East Conference desde 2013. Habían jugado en la Missouri Valley Conference entre 1977 y 2013. Con anterioridad lo habían hecho como independiente. Es quizás el deporte más popular de la universidad, y también el que más éxitos deportivos ha dado. Fue considerado campeón nacional en 1943 por la encuesta de la Associated Press. Además, ha ganado la temporada regular de su conferencia en 13 ocasiones, y en otras 10 el torneo de la misma. Cuenta con 18 apariciones en la fase final del torneo de la NCAA, la última de ellas en 2013, donde cayeron en tercera ronda. Ha participado también en el NIT en 10 ocasiones.
11 jugadores de Creighton han llegado en alguna ocasión a jugar en la NBA, destacando entre ellos Paul Silas, Benoit Benjamin, o Rodney Buford. En la actualidad, el alero de los Cavaliers Kyle Korver, el ala-pívot de los Pistons Anthony Tolliver y el alero de los Knicks Doug McDermott representan a la universidad en la liga profesional. Otros jugadores, como Bob Harstad en la liga española, compitieron en equipos profesionales extranjeros.